# Медальон (фильм, 2012)
«Медальо́н» (англ. Stolen) — боевик режиссёра Саймона Уэста, в главных ролях Николас Кейдж, Малин Акерман, Джош Лукас и Дэнни Хьюстон. Премьера в США состоялась 14 сентября 2012 года.

## Сюжет
Взломщик-виртуоз Монтгомери (Кейдж), любящий отец и поклонник группы Creedence, с тремя напарниками крадёт из банка 10 миллионов, но его ловит персональная Немезида из ФБР (Хьюстон) и сажает в тюрьму. Спустя восемь лет он выходит — и хотя утверждает, что успел перед арестом сжечь добычу, ему не верят ни фэбээровцы, ни сообщники. Один из последних (Лукас), за это время потерявший ногу, отрезавший себе пальцы, отрастивший длинные волосы и вдобавок работающий таксистом, похищает несовершеннолетнюю дочь Монтгомери (Гейл), засовывает её в багажник и требует денег.

## В ролях
- Николас Кейдж — Уилл Монтгомери
- Малин Акерман — Райли Симмс
- Марк Вэлли — Флетчер
- Сэми Гейл — Элисон
- Танк Сейд — Пит
- Джош Лукас — Винсент Кинси / Джимми Морган
- Дэнни Хьюстон — Харланд
- М. К. Гейни — Дональд Хойт
- Барри Шабака Хенли — Реджинальд

## Съёмки
Съёмки начались в марте 2012 года в городе Новый Орлеан. Фильм был выпущен в кинотеатрах США 14 сентября 2012 года и компанией Lionsgate в Великобритании 22 марта 2013 года.